# Горелик, Залман Абрамович
За́лман Абра́мович Горе́лик (5 [18] апреля 1908, Бобруйск, Минская губерния — 16 февраля 1987, Минск) — советский геолог, тектонист, организатор геологической службы Белоруссии, один из открывателей первых месторождений калийной и каменной соли, нефти в Припятском прогибе. Доктор геолого-минералогических наук (1973).

## Биография
После окончания Московского геологоразведочного института (1936) направлен в Институт геологических наук АН БССР. С 1937 инженер, главный инженер, начальник Белорусского геологического управления. В период эвакуации (1941—1944) начальник Горьковского геоуправления (Российская Федерация). В 1944—1950 начальник, главный геолог Белгеолуправления и по совместительству преподаватель кафедры геологии Белорусского государственного университета (1949—1955). В 1950—1955 — главный геолог Белорусского института промышленного проектирования. С 1955 на педагогической работе в БГУ (доцент). С 1957 в Институте геологических наук АН БССР — начальник отдела нефти и газа, заведующий сектором тектоники (1967—1976). С 1976 старший научный сотрудник Белорусского научно-исследовательского геологоразведочного института.

## Научная деятельность

### Сфера научных интересов
Тектоника и структурная геоморфология, формирование нефтяных залежей, прогнозирование месторождений полезных ископаемых (калийные и каменная соли, нефть, минеральное строительное сырье). Создал геотектоническое направление в изучении недр и минеральных ресурсов. Впервые выполнил тектоническое районирование территории Белоруссии и обосновал структурные критерии прогнозирования месторождений солей и нефти в Припятском прогибе.